# Charlton (Hertfordshire)
Charlton – wieś w Anglii, w hrabstwie Hertfordshire. Leży 21 km na północny zachód od miasta Hertford i 49 km na północ od centrum Londynu.